# Tom Scavo
Thomas „Tom” Scavo – postać fikcyjna, bohater serialu Gotowe na wszystko. Grał go Doug Savant.

## Charakterystyka
Pierwszą rzeczą, którą musicie wiedzieć o Lynette Scavo, jest to, że zawsze ufała swojemu mężowi, Tomowi. Głównie dlatego, że zawsze wiedziała, kiedy kłamał. Czasami prosił ją, żeby powtórzyła pytanie... Albo używał dziwnych słów, których nie używał nigdy wcześniej... Albo jego głos robił się wyższy. Niewątpliwie, Tom Scavo był wyraźnie w niekorzystnym położeniu, kiedy okłamywał swoją żonę. (...)

Lubię być lubianym.

Każda sąsiadka powtarza mi, że mam idealnego męża (...). Prawda. Gabi chciała by, żeby Carlos był, taki jak Ty. Susan wolałaby, żeby Mike miał Twoje poczucie humoru. Bree mówi, że nigdy nie widziała lepszego ojca. (...) Ty jesteś zapracowanym miłym facetem (...) Jesteś tak miły, że nawet nie możesz powiedzieć mi prawdy. (...) Jeśli nie plotkuję na temat Twych zalet to dlatego, że nie chcę by mi wciąż przypominano, że na Ciebie nie zasługuję.

## Przeszłość
Thomas Scavo urodził się w 1968 roku. Jedno z trzech dzieci Allison i Rodneya Scavo, obok Theresy i Petera. Otrzymał wykształcenie w dziedzinie biznesu. W 1994 roku, będąc na rejsie biznesowym, poznał młodą tancerkę – Norę Huntington.
W firmie której pracował poznał Annabel Foster. Rzucił ją wkrótce dla atrakcyjniejszej Lynette Lindquist. W tym samym roku Tom przespał się z Renee Perry, przyjaciółką narzeczonej, gdy oboje chwilowo zerwali zaręczyny.
Pomimo to on wrócił do Lynette i oboje pobrali się w 1997 roku. Allison Scavo przepowiadała, że będą razem tylko osiem lat. Gdy Lynette zaszła w ciążę, Lynette podjęła pomysł męża i zrezygnowała z pracy.
Już jako małżeństwo sprowadzili się do Fairview, 4355 Wisteria Lane w 1998 roku. Tam też Lynette i Tom poznali Mary Alice Young, Bree Van de Kamp i Susan Mayer oraz ich rodziny. W tym samym roku, osiem miesięcy później, Lynette urodziła bliźniaki o imieniu Preston i Porter. Rok później do gromadki doszedł syn Parker. W 2003 roku sprowadziła się nowa sąsiadka, Gabrielle Solis z mężem Carlosem. Wkrótce i ona stała się jej przyjaciółką. W 2004 roku na świat przyszła upragniona przez Toma córka, Penny Lynn.

## Historia

### Sezon 1
Tom Scavo pracował na rzecz rodziny w reklamie. Dlatego też często nie było go w domu i przez to wydawało się, że był obojętny na problemy swej żony, Lynette. Tom miał też sekret o którym wiedział tylko jego ojciec, Rodney Scavo.
Wreszcie Tom otrzymał awans o którym marzył: wiceprezesurę po tym, jak Tim Dougan (David Powledge) poszedł na operację bypassa. Powiedział o tym Lynette, ale nie była zachwycona, ponieważ miał on pracować na zachodnim wybrzeżu kraju. Dlatego też Lynette celowo ukręciła awans u Janie Peterson, małżonki szefa jej męża.
Wkrótce w firmie Toma zatrudniła się Annabel Foster. Dzięki Natalie Klein, znajomej Lynette, Annabel awansowała na wiceprezesa, Tom dowiedział się wreszcie kto ukrócił jego awans.
Po dziewięciu latach pracy zwolnił się z firmy i postanowił, że zostanie w domu oraz zajmie się dziećmi. Jego miejsce, żywiciela rodziny, miała zająć Lynette.

### Sezon 2
Tom został w domu i Lynette zatrudniono w Parcher & Murphy Advertising. Zajmując się domem, bardzo go zaniedbał, ale Lynette sprytnie posłużyła się szczurem, którego potem Tom zabił, by przywrócić porządek w domu i swym małżeństwie. Lynette musiała wkrótce potem pokazać, że bycie rodzicem w domu wymaga 24-godzinnej uwagi. Lynette zmiażdżyła przy tym jego teorię męża, że nauczył Prestona i Portera by nie rozmawiali z obcymi, posługując się swym współpracownikiem z biura, Stu.
Po małej aferze jaką wywołała Lynette tuż po tym jak Gabrielle pocałowała Toma, dzieci Lynette zapadły na ospę wietrzną. Tom nie przeszedł jej w przeszłości i bał się, że jeśli zachoruje, będzie bezpłodny. Lynette poprosiła go by udał się na wazektomię, na którą w końcu nie poszedł. Uzasadnił to tym, że przestał by już być prawdziwym mężczyzną, skoro już nie utrzymuje rodziny.
Chcąc ugasić obawy męża, Lynette zgodziła się by Tom zatrudnił się w Parcher & Murphy Advertising. Szef Lynette, Ed Ferrara był bowiem zachwycony projektem Lynette, nad którym pracowała z mężem. Tom przedstawił się jako „Tom Cavos”, ale wieczorem, w domu, Lynette przekazała mężowi, że wyznała prawdę Edowi o nowym pracowniku. Zgodziła się też, by praca z mężem była jej pokutą za ukręcenie awansu męża w poprzedniej firmie.
Lynette wkrótce zakończyła zabawę swego szefa kosztem jej męża, wygrywając zakład. Następnie Ed Ferrara poprosił Lynette by wysyłała erotyczne e-maile do jego żony Fran (Penelope Ann Miller) by poprawić ich życie seksualne. Niestety Fran domyśliła się, że to nie Ed przysyłał jej maile, więc zagroziła mu, że go opuści albo zwolni osobę, która pisała maile. On się zgodził i powiedział o wszystkim Lynette, zastrzegając, że zwolni nie ją, ale jej męża. Będzie tylko kwestią czasu kiedy znajdzie podstawę by to zrobić.
Ed zatrudnił nawet specjalnego księgowego, który przeszukał wydatki firmy i znalazł fakt, że Tom oszukiwał w tej kwestii. Scavo miał porozmawiać z szefem, ale w końcu uderzył go w twarz co skończyło się zwolnieniem pracownika. Lynette podeszła potem do Eda, a ten przedstawił jej rachunki za wyjazd do Atlantic City i kwiaty oraz dwa bilety do teatru.
Lynette poleciała za Tomem do miasta, zostawiając dzieci pod opiekę Karen McCluskey i zobaczyła męża z inną kobietą. Tom wrócił do już pustego domu i dowiedział się od sąsiadki o śledzeniu przez matkę jego dzieci. W końcu wypadek Portera, który spadł celowo z balkonu, zmusił Lynette do spotkania z mężem. Tom wyznał jej, że miał 11-letnią córkę, poczętą przed poznaniem Lynette. Nie wiedział o niczym ponieważ stracił kontakt z jej matką.
Lynette zgodziła się je poznać, ale okazało się, że nic ich nie łączy. Scavo zresztą szybko uciszyli żądania Nory Huntington, domagającej się zaległych alimentów która w zamian za 40 000 dolarów odszkodowania odstąpiła od tego pomysłu. Kupiła za to dom w Fairview, by jego córka mogła się poznać z rodzeństwem.

### Sezon 3
Mija 6 miesięcy od odkrycia sekretu Betty.
Pół roku po poznaniu Kayli, Lynette wciąż przeszkadzał fakt, że Nora była obecna w ich życiu. Razem z Tomem zaakceptowali obecność Kayli i chcieli by była częścią ich rodziny. W końcu Lynette zaczęła nawet obwiniać Toma za kłopoty, ponieważ sprowadził Norę do ich życia. Przy tym jednak Tom nie dostrzegał prawdziwych intencji Nory, która usiłowała rozdzielić go z żoną m.in. poprzez jego plany zawodowe.
Robiła tak do czasu gdy po nieudanej kolacji w pizzerii, którą miał w planach założyć i prowadzić. Lynette wpadła do jej domu i zagroziła jej uszkodzeniami ciała, gdyby chciała się spotykać nadal z Tomem. Nazajutrz Nora oświadczyła, że razem z Kaylą wyprowadzi się do Meksyku. Lynette w odpowiedzi zdecydowała się walczyć o pełne prawa rodzicielskie nad Kaylą. Potężny konflikt „rozwiązał się” sam ponieważ Nora zmarła podczas „napadu” Carolyn Bigsby na supermarket.
Lynette ocalił Art Shepherd, ale wkrótce okazało się, że był on pedofilem i dzięki Lynette wyjechał on z miasta.
Tymczasem zbliżało się wielkie otwarcie pizzerii i Lynette zdobyła licencję na alkohol za plecami swego męża. Tom miał jej to za złe, ale ona wyjaśniła mu, że pomogła mu tylko w jego sukcesie. Wkrótce, dzięki Kayli, Lynette zwolniła się z Parcher & Murphy Advertising, po części dlatego, że oszukała swego szefa, a on w zamian kazał jej pracować w nadgodzinach. Lynette zgłosiła się do Toma, a ten przyjął ją na stanowisko menedżera.
Przy okazji zatrudnienia Austina McCanna, wyznaczył jej jednak rolę nie „szefa”, ale „pracownika” w przeciwieństwie do sytuacji, która panowała w domu. W dzień otwarcia restauracji Lynette pomyliła zamówienia i firma przywiozła do lokalu dziecięce krzesełka. Lynette powypożyczała więc krzesła od znajomych. Tom był wściekły, ale widząc efekt końcowy, publicznie podziękował żonie.
Krótko potem Tom zaplanował romantyczny wieczór by uczcić ich dziewiątą rocznicę ślubu. Plany niestety wzięły w łeb, ale oboje postanowili, że będą sobie zawsze okazywać miłość. Wkrótce nieprzytomny Tom został znaleziony przez Lynette w pizzerii. Lekarz stwierdził u niego dyskopatię i nakazał odpoczywać przez 3 miesiące po koniecznej operacji. Karen McCluskey znowu przejęła rolę opiekunki i posprzeczała się z Tomem, który był dla niej niezbyt grzeczny.
Lynette zatrudniła w pizzerii Ricka Coletti na stanowisko menedżera. Rick wkrótce zakochał się w Lynette przez co kobieta zwolniła go. Po ostrej kłótni z Tomem o Ricka, zakończonej tym, że Lynette uderzyła potylicą o szafkę nocną Toma, małżonkowie pojechali do lekarza.
Badanie wykryło powiększenie węzłów chłonnych i obecność ziarnicy złośliwej. Tom objął rękę Lynette, co znaczyło, że będzie ją wspierać. Szczęściem w nieszczęściu okazały się pieniądze od znienawidzonej przez Lynette matki, Stelli Wingfield. Kobieta dała im 10 000 dolarów na chemioterapię córki. Oświadczyła też Lynette, że pomoże jej wygrać z rakiem, bo nie będzie miała siły na walkę jednocześnie z dwoma wrogami.

### Sezon 4
Mija miesiąc od ostatnich wydarzeń 3 sezonu.
Miesiąc od rozpoczęcia chemioterapii Tom nalegał na żonę by wyznała wreszcie wszystkim o tym, że jest chora. Ona oponowała, ale w końcu, zdejmując perukę z łysej głowy, pokazała wszystkim co się z nią dzieje. Tom wspierał żonę w tych trudnych chwilach, ale Lynette była na niego zła, za to, że zbyt emocjonalnie podchodzi do jej choroby. Gdy Lynette dostała miesięczną przerwę w chemioterapii, wróciła jej ochota na seks. Tom nie za bardzo chciał się z nią kochać, gdy ujrzał jej łysą czaszkę.
Dzięki małej poradzie od Gabrielle, Lynette przebrała się za bordowłosą Brandy, cheerleaderkę. Gdy kolejnej nocy znowu chciała grać, Tom kupił jej inną perukę. Lynette była zła i uznała, że Tom chciał się kochać z nią tylko wtedy gdy udaje kogoś innego. On wyjaśnił jej, że po prostu jej rak przeraził go bardziej niż sądził. Zdecydowali jednak oboje, że będą po prostu Tomem i Lynette. Po pewnym czasie doktor Rushton (George Wyner), lekarz Lynette, przyjechał do niej i oświadczył jej, że pokonała raka.
Dlatego też Lynette umieściła swą szczęśliwą matkę u byłego ojczyma, Glena Wingfielda. Odkryła przy tym po drodze, że jej siostry szczerze nie chciały mieć kontaktu ze Stellą oraz to, ze Glen opuścił kiedyś jej matkę bo był gejem.
Niedługo potem w okolicy rozszalało się tornado. Lynette przekonała swą sąsiadkę, Karen McCluskey do tego by jej rodzina mogła się schronić w jej piwnicy. Wkrótce dołączyli do nich Ida Greenberg wraz ze swym kotem. Niestety Tom, który miał silną alergię na koty, zaczął się dusić i niedługo potem Lynette poprosiła Karen by wyniosła kota na górę, poza piwnicę. Karen odmówiła, więc Lynette sama wyniosła kota na górę. Niestety kot uciekł i Karen, która przyłapała Lynette, wraz z sąsiadką wyszły poszukać kota.
Karen starała się odnaleźć kota, ale Lynette, która zauważyła lej tornada daleko za domem Gabrielle, ściągnęła staruszkę do własnej wanny, gdzie przykryły się materacem. Po tym jak wszystko ustąpiło, Panie znalazły dom Karen kompletnie zniszczony. Dopiero wieczorem jej mąż i wszystkie dzieci wyszły z gruzowiska, ale niestety Ida zmarła. Jak się potem okazało, poświęciła swe życie dla dzieci Lynette, szczególnie Parkera.
Po tych wydarzeniach Lynette przeszła odrodzenie religijne. Wkrótce potem Rick ponownie przyjechał do miasta. Otworzył własną restaurację, która krótko potem spłonęła. Lynette podejrzewała męża dopóki bliźniaki, Preston i Porter nie przyznali się do wszystkiego. Bały się po prostu, że Rick zabierze im mamę. Okazało się jednak, że najstarsi synowie Lynette nie działali sami, tylko z polecenia Kayli Scavo. Lynette w końcu dała się sprowokować Kayli, gdy spoliczkowała ją po tym jak pasierbica zagroziła, że coś złego może stać się Penny. Kayla kontynuowała pomimo tego swą złośliwość względem macochy i przypaliła sobie przedramię lokówką. Obwiniła za to Lynette, przez co została aresztowana. W więzieniu Lynette powiedziała, że to wszystko jest jej sprawką, dlatego Tom zmierzył się z córką.
Przez podstęp Toma, Kayla przyznała się lekarzowi, że sama się przypaliła, by mogli mieszkać bez niej. Po tym wyznaniu, Lynette wypuszczono, a Tom zdecydował, że Kayla zamieszka z rodzicami Nory. Tom na kilka minut przed zarejestrowaniem swego związku przez Boba i Lee, powiedział im bardzo ważną rzecz. Nie powinni brać ślubu skoro chcą zerwać przez głupią rzeźbę. Zanim się zwiążą, powinni sobie zadać pytanie czy ukochany jest wart Zachodu i czy kochają się tak bardzo, że żadna choroba czy katastrofa ich nie rozdzieli. Słowa te bardzo zaimponowały Lynette. Nie tylko spowodowały pogodzenie się pary sąsiadów, ale też przekonały Lynette, że jej małżeństwo stoi na silnych podstawach.
Pięcioletni przeskok
Cztery lata po tym jak sekret Katherine ujrzał światło dzienne, Tom został porażony prądem przy naprawie panelu w swej restauracji. Uratował go policjant, który zastosował sztuczne oddychanie, aż przyjechała policja. Leżąc w łóżku szpitalnym, powiedział żonie, że chce coś więcej od życia niż posiadanie pizzerii. Kupił Forda Mustanga i postanowił go zatrzymać. Wpadł tym samym w kryzys wieku średniego.

### Sezon 5
Rok później, Tom miał problemy ze zdyscyplinowaniem swych synów-bliźniaków. Urządzili oni wieczór z tequilą w ich restauracji, a Lynette ich ukarała. Tom cofnął karę bo im ufał, dlatego Lynette dała synom klucze od Forda. Uświadomiła mu tym to, że musi z nią współpracować, jeśli chcą wybić im głupoty z głowy.
Tymczasem na Wisteria Lane wróciła Edie z nowym mężem, Davidem Williamsem. Podczas sprzątania garażu przez Toma i Lynette, Dave zauważył gitarę basową, którą Tom miał wyrzucić. Mąż Lynette zdradził też, że grali razem z Mikiem, gdy jeszcze tu mieszkał. Dał się wciągnąć w zespół, ale Lynette nie mogła tego znieść i zrzuciła na Penny fakt, że przyczyniła się do zniszczenia gitary męża. Dave wręczył jej nową gitarę dla Toma i przekonał ją skutecznie by sama mu ją dała.
Tom przesłuchał kilka osób na miejsce drugiego gitarzysty, m.in. księgowego Donalda (Stefan Marks). Jednakże Dave sprytnym sposobem sprowadził Mike’a ponownie na Wisteria Lane, by dołączył do zespołu. Podczas przygotowań do przyjęcia z okazji 70. urodzin Karen McCluskey, Tom zdecydował, że sprzeda pizzerię i przez rok będą jeździć przyczepą kempingową przez cały kraj. Lynette się wściekła i oblała nawet wodą męża. W końcu uświadomiła mu, że Scavo nie mogą wywracać swego życia do góry nogami zawsze wtedy, gdy Toma ogarnie niepokój.
Wkrótce Lynette spotkała Anne Schilling. Przypuszczała, że Tom ma z nią romans, ale prawda okazała się gorsza. To Porter był jej kochankiem i jego rodzice wkrótce ich rozdzielili. Po występie Toma i zespołu „błękitna odyseja” w klubie „biały koń”, Porter został oskarżony o jego podpalenie. Należał on bowiem do Warrena Schillinga. Tom i Lynette zdecydowali się go chronić, nawet jeśli rzeczywiście podpalił klub.
W tym celu zatrudnili Boba Huntera by bronił ich w sądzie. Preston zamienił się miejscami z Porterem, ale po tym jak Lynette odnalazła go u swej matki w domu opieki, jego rodzice odzyskali z nim kontakt. Zastawili pizzerię, wpłacili 20 000 dolarów kaucji i w końcu Portera uniewinniono. Cały proces zrujnował reputację rodziny i Tom wkrótce sprzedał swego Forda Mustanga, 18 miesięcy po tym, jak go zakupił. Dowiedział się też on od Lee McDermotta, że Dave był jedynym świadkiem łączącym Portera z pożarem. Obydwoje mężczyzn pobiło się i zerwało przyjaźń.
Pomimo że Scavo byli o krok od bankructwa, Tom nie chciał sprzedać pizzerii. Próbował ją ratować, stosując różne sztuczki jak wabienie klientów „dobrą zabawą” pracowników udających klientów, czy zatrudnieniem własnej rodziny w miejsce starej obsługi. Po wyładowaniu gniewu na Porterze, z bólem serca wystawił na sprzedaż pizzerię. Bree zdecydowała się pomóc załamanemu sąsiadowi i zaprosiła go wraz z żoną na kolację z Bruce’em, swym wydawcą. Poszukiwał on właśnie pracownika. Rozmowa kwalifikacyjna nie przebiegła pomyślnie bo Lynette i Tom wypomnieli sobie wszystkie błędy czy niedociągnięcia z przeszłości i Bruce wyszedł skonsternowany. Tom, pomimo to, zgodził się, by Lynette wróciła do pracy w reklamie.
Lynette znalazła pracę w firmie Carlosa, który sam przejął dowodzenie firmą po śmierci swojego pracodawcy, Bradleya Scotta. Tom wstąpił do klubu ogrodniczego na prośbę Gabrielle. Patty Rizzo (Sarah Knowlton), członkini klubu mająca słabość do żonatych mężczyzn, próbowała go podrywać. Gabrielle natomiast ostrzegała go przed nią.
W tym samym czasie, Lynette kilka razy odwiedziła łazienkę, przylegającą do biura Carlosa. Tam brała prysznic i już odświeżona wracała do domu. Tom był zazdrosny i zakazał jej tego. Wkrótce sam Carlos zobaczył Lynette nagą, gdy chciał ja odwieźć do pracy, ale ona upadła pod prysznicem. Oba incydenty wyszły na jaw podczas wspólnej kolacji i pary wybaczyły sobie.
Tom wpadł na pomysł by rozwiązali swoje problemy małżeńskie uprawiając seks 30 dni z rzędu. Pokłócili się po tym, gdy Lynette zasnęła podczas gry wstępnej. Wtedy wyznał jej, że tylko żona jest w jego centrum zainteresowania. Po tym jak Lynette odsunęła od męża pomysł operacji plastycznej, poszedł on na naukę języka chińskiego. Lynette sprzeciwiła się, ale czuła się winna, gdy wyznał jej, że chciał w ten sposób zbić fortunę na rozwijającym się rynku chińskim. Tom zdał egzaminy wstępne. Natomiast Lynette zaszła ponownie w ciążę bliźniaczą.

### Sezon 6
Tom, w przeciwieństwie do żony, przywitał z radością perspektywę powiększenia rodziny Scavo. Nakreślił jednak Lynette perspektywę, że pokocha je, jak tylko się urodzą. Zdecydowali na razie nie mówić o kolejnej ciąży swoim dzieciom. Gdy to zrobili, Porter oświadczył im, że zniszczyli swoje życie. Gdy dziecko się urodzi, Tom nie będzie miał czasu na studia, a Lynette na pracę.
Wieczorem, podczas spotkania biznesowego Solisów oraz Lynette z Viciem Jacksonem (Robin Thomas), Tom towarzyszył żonie. Wypijał też jej wino z kieliszka by nie piła alkoholu w ciąży. Spił się i przez to bełkotał podczas rozmowy. Piersi Lynette urosły, a jej szef Carlos, pomyślał, że to wina implantów. Dzięki biustowi Lynette dopiął umowę z braćmi Bertollini, a wieczorem Lynette zdała relację mężowi. Spytała się też dlaczego ożenił się z nią, kobietą o mniejszym biuście. Tom wyjawił, że dzięki tej jednej wadzie, Lynette pasuje do niego, bo sam nie jest idealny.
Lynette, na prośbę Karen, zatrudniła Roya, jako nową „złotą rączkę”. Zwolniła go jednak, gdy zaczął się pytać jej męża, Toma o zdanie. Ten wyjaśnił mu potem, że pozwala na to by ona rządziła, by mogła się czuć bezpiecznie. Tom zaprzyjaźnił się z dwojgiem młodszych studentów, Nidermayerem (Daniel Booko) i Mahoneyem (Alex Miller). Byli oni odbiorcami ściąg do testów na czym Tomowi bardzo zależało. Lynette dowiedziała się o tym i nie była zadowolona. Mężczyzna nie zdał przedmiotu o nazwie „statystyka”, który był nieprzydatny, a wraz z jego zaliczeniem mógłby się skupić na ważniejszych przedmiotach. Z racji wieku, uczenie przychodziło mu coraz trudniej, dlatego zawsze zostawał za grupą. On wygarnął jej, że nie jest lepsza skoro okłamała Gabrielle w sprawie ciąży, żonę swojego szefa.
Lynette dowiedziała się od Julie, że jej kochankiem był nowy sąsiad, Nick Bolen. Lynette do niego przyszła, a po jego szorstkiej reakcji, powiedziała o tym mężowi. Posądzała go przy tym o napaść na Julie i po konsultacji z Julie, ona i Tom zadzwonili z tą sprawą na policję.
Tom wkrótce musiał uczestniczyć w konflikcie Lynette z Solisami ponieważ jego zona ujawniła im fakt, że jest w ciąży. Próbowała do tego nie dopuścić, poprzez na przykład wprowadzenie po kryjomu na jej stanowisko Terrence’a Hendersona (Ned Vaughn). Tom uczestniczył w tym jako ten, który odradzał jego małżonce Crystal (Dana Cuomo) wyjazdu na Florydę. Plan się nie udał, a wkrótce Carlos zdecydował się ją zwolnić zgodnie z prawem za niedopełnienie zleconych obowiązków. Kobieta, zamiast uzupełniać dokumenty, udała się z rodziną na noworoczne przedstawienie córki.
Wobec takich faktów Lynette zamierzała żyć na razie z kuponów wycinanych z córką, a Tom zrezygnował ze studiów i zaczął szukać pracy. Carlos wiedział, że nie zwolnią Lynette bo inaczej ucierpi na tym wizerunek firmy i jego posada. Lynette za radą męża próbowała przeprosić, ale Gabi zamknęła jej drzwi przed oczami.
Dopiero uratowanie dziecka Solisów, Celii przed awionetką przez Lynette stało się punktem zwrotnym normującym ich relacje. Scavo opłacili to jednak stratą własnego dziecka które nazwali Patrick Scavo. Tom zgłosił się do pracy w firmie Carlosa w zamian za Lynette. Jeho żona była temu przeciwna, ale Carlos się zgodził. Wkrótce była zaskoczona tym, że Tomowi tak dobrze idzie.
Odwiedziła Carlosa, który wyjawił jej, że Tom uznał, że Lynette będzie lepiej w domu, przy dziecku które ocalało. Wieczorem wykrzyczała mężowi w twarz, że nie chce rozmawiać o stracie jakiej doznali, bo to nic nie zmieni. Tom wycofał się i zdecydował, że zrezygnuje z pracy gdy Lynette uzna że chce do niej wrócić.
Pomimo to Scavo, za namową Boba i Lee udali się do terapeutki, doktor Graham. Po pomocy jaką udzieliła im Robin Gallagher w sprawie syna Parkera, Tom wpadł na pomysł by nazwać ich dziecko imieniem Patricia, ale Lynette powiedziała, że chce nazwać ją Polly, po ciotce. Tom zażartował, że to imię dla papugi.
Preston przyjechał z Europy do domu z niespodzianką. Była to Rosjanka, Irina Korsakov. Preston zaręczył się z nią, ale w dniu ślubu, tylko dzięki matce, dowiedział się, że narzeczona jest już mężatką i naciągaczką. Dlatego zerwał z nią. Wkrótce Eddie Orlofsky zamieszkał z rodziną Scavo.
Wkrótce jego kłamstwa i kryminalna przeszłość owiana tajemnicą, naprowadziły Lynette na to, że to on zabijał młode dziewczyny w Fairview. Preston został oskarżony o zamordowanie Iriny. Został oczyszczony z zarzutów, a brat i ojciec postanowili go pocieszyć przy bilardzie i alkoholu. Tom spił się i szalał w nocy. Po obudzeniu się sądził, że Lynette jest n niego strasznie zła. Znalazł jej auto pod domem Eddiego. Przeprosił ją przez drzwi, ale nie wiedział, że Lynette jest zakładniczką chłopaka, rodzi i ma zakneblowane usta. Tom pojechał do domu, a Eddie w tym czasie odebrał poród córki Toma i zgłosił się na policję pod wpływem Lynette.

### Sezon 7
Na Wisteria Lane przyjechała Renee Perry. Była to wieloletnia przyjaciółka Lynette z czasów studenckich. Po kilku nocach spędzonych w domu Scavo, w wynajęła były dom ś.p. Edie Britt. Tom zaznaczył Renee, że to co się stało między nimi niemal 20 lat wcześniej nie mogło wyjść na światło dzienne. Tom przespał się z nią, gdy sam zerwał zaręczyny z Lynette.
W życiu prywatnym, wkrótce po narodzinach córki, Tom wpadł w męską depresję poporodową. Żona, dopiero za namową Lynette, postanowiła go wysłuchać i spróbować zażegnać jego wewnętrzne rozterki. Pomimo to Tom miał nadal depresję. Udał się do doktora Wylera, który przepisał mu leki antylękowe. Lynette poradziła mu doktora Rossa, do którego udała się kiedyś Susan z bólami głowy. Wrócił szczęśliwy z przepisaną leczniczą marihuaną. Kupił ją, ale wkrótce Lynette zamieniła ją na oregano. Tom nie odczuł różnicy dopóki Carlos powiedział mu o przyprawie. Tom był wściekły na żonę, ale ta, po przeproszeniu, uświadomiła mu, że nie potrzebował marihuany, bo będąc pod wpływem zapalonego oregano, zapomniał o stresie i skupił się na szczęściu jakie ma.
Po incydencie z zabraniem Paige przez starszą siostrę Penny do szkoły, Lynette wymusiła na mężu by znalazł opiekunkę do dziecka. Zrobił to, ale sprowadził do siebie swą matkę, Allison Scavo. Lynette nie lubiła teściowej, ale teraz odkryła, że cierpi ona na demencję. Tom nie uwierzył żonie, ale przekonał się, że Lynette miała rację w wieczór Halloween. Wraz z rodzeństwem zdecydował się umieścić matkę w domu opieki.
Renee zaprosiła całą rodzinę Scavo i Susan z synem do siebie na Dzień Dziękczynienia, a kilka dni później Tom i Lynette zostali przyłapani przez Susan. Kobieta weszła w momencie, gdy kochali się w pokoju dziecięcym Paige, podczas gdy sama miała być na spacerze z dzieckiem. Żona Mike’a nazajutrz pogratulowała Lynette hojnie obdarzonego przyrodzeniem męża. Tom wyszedł obok i słyszał jak Lynette uznała, że dobrze będzie jak ludzie będą myśleć, że ma „małego”. W trakcie przygotowań do kolacji, miał o to pretensje i prosił by pochwaliła się jego atutami. W trakcie zebrania w domu Scavo na temat zastraszenia Paula Younga jakimś twardym mężczyzną, padły propozycje by zrobił to Roy Bender i Bob, a nawet Lynette. Pokłócili się przy kilku osobach o to, że Lynette odmawia mężowi męskości. Ona wykrzyczała natomiast, że Tom nastraszy Paula w męskiej toalecie. W trakcie przygotowań do snu, wyjawiła mu, że nikt nigdy nie określił jej jako idealną żonę. Nie plotkowała na temat jego zalet bo nie chciała by przypominano jej jak bardzo nie zasługuje na swego męża. Uznał, że sam powinien się chwalić jaką ma dobrą kobietę przy boku.
Natomiast na zebraniu związku właścicieli Wisteria Lane, w którym to Lynette zajęła miejsce dotychczasowej pani prezes Katherine, Paul oświadczył wszystkim, że ma 7 na 15 domów przy uliczce. Potrzebuje jeszcze jednego by mieć większości i złożył ofertę Mitzi Kinsky zapłaty za jej dom o wiele więcej, niż jest wart. Mitzi spytała się „ile?”, a Tom zwrócił jej uwagę. Między innymi to spowodowało kłótnię wśród sąsiadów.
Pomimo to Paul zdobył podstępem dom Boba i Lee. Tej samej nocy mieszkańcy dowiedzieli się o tym i nazajutrz zorganizowali protest. Ten przerodził się szybko w zamieszki, a Tom z Renee, po rozpędzeniu tłumu przez policję, zadzwonili po pogotowie dla rannej Susan. Plan Paula nie został zrealizowany z innych powodów które pojawiły się w jego chwilowo nawet zagrożonym życiu.
Pomimo obietnicy złożonej Tomowi, Lynette i tak dowiedziała się o jego dawnym romansie sprzed małżeństwa z ust samej Renee. Nie była to zdrada małżeńska, ale Lynette i tak to bardzo przeżyła. Zaczęła terroryzować męża takimi sztuczkami jak poprucie spodni na pupie, wysmarowanie masłem orzechowym schodów na których się poślizgnął czy wgranie męskiej pornografii do firmowej prezentacji. Tom dowiedział się tego od byłej kochanki. Lynette natomiast zakończyła tę formę zemsty, gdy uświadomiła sobie, że wspólne dzieci i przeszłość, którą dzielą jest ważniejsza od tego incydentu.
Po ponownej wizycie Stelli Wingfield i śmierci jej trzeciego męża Franka Kaminsky na kanapie w domu Scavo, teściowa Toma stała się milionerką. Natomiast Porter i Preston, na żądanie rodziców wyprowadzili się z rodzinnego domu. Najpierw przenieśli się do Karen i Roya, lecz gdy staruszka ich wyrzuciła, za sprawą manipulacji Lynette, wynajęli mieszkanie w mieście.
Firma Morris Technologies zaoferowała Tomowi posadę dyrektora finansowego, na podstawie świetnej opinii z firmy Carlosa. Lynette podstępem wymusiła by przyjął tę pracę. Wkrótce spłynął na rodzinę profit w postaci premii w wysokości 100 000 dolarów. Renee oprowadziła ją po drogich sklepach, ale też nauczyła, że taką będzie płacić „cenę” za nieobecność Toma w domu. Tom zaprosił Lynette na konferencję liderów Weissmana. Bardzo się ucieszyła, ale mina jej zrzedła, gdy okazało się, że nie będzie mogła uczestniczyć w żadnej z konferencji biznesowych. Ukradła kartę wstępu jednej z kobiet, ale odkryła, że miała ona przemawiać na konferencji.
W domu Tom i Lynette pokłócili się o to, a Renee ostrzegła Lynette, że jeśli nie dostosuje się do świata Toma, może być wkrótce tylko jego byłą żoną. Pomimo to Tom zatrudnił firmę dekoratorką w osobie Lynette i Renee do przemeblowania jego biura. Tom od razu powiedział czego chce. Lynette zdecydowała inaczej, bardziej konserwatywnie, ale Renee ponownie przemeblowała biuro, przypisując sukces przyjaciółce. Lynette nie mogła się pogodzić z tym stanem rzeczy. Więcej zaburzeń przyszło gdy oboje wręcz pożarli się ostro o to gdzie rodzina będzie mogła pojechać na wakacje. Tom optował za lotem samolotem na Hawaje, a Lynette by odwiedzić góry i lasy autobusem. Dopiero płacz Penny i wściekłość, że nie chce decydować o tym z którym rodzicem zamieszka, przywrócił im zdrowy rozsądek.
Zdecydowali, że tylko oni wyjadą w spokojne miejsce, by omówić ich małżeństwo. Na nieszczęście dla nich, ich stosunki pogorszyły się bo Tom zrozumiał, że nie uszczęśliwi wiecznie niezadowolonej żony. Gdy wrócili do domu, Tom zostawił nierozpakowaną walizkę w sypialni. Tuż przed przyjęciem z okazji powrotu rodziny Delfino na Wisteria Lane, Penny powiedziała matce, że ojciec zabrał walizkę. Lynette myślała, że Tom ją zostawił dopóki ponownie zawitał do domu. Wyjaśnił, że zostawił walizkę w szafie i byłoby to nie w porządku, gdyby Lynette musiała kłamać na temat ciągłej nieobecności Toma w domu. Lynette wyznała, że poczuła ulgę, myśląc, że Toma nie ma. Oboje zdecydowali się więc na separację.

### Sezon 8
Tom zaczął nocować na piętrze zewnętrznej kuchni Bree. Tam gdzie kiedyś była jej firma po czym na rano wracał do domu jak gdyby nigdy nic się nie stało, ale po miesiącu koszmarów Lynette i jednej wspólnej nocy spędzonej razem, wyznała prawdę dzieciom. Tom definitywnie się wyprowadził. Małżonkowie pokłócili się wkrótce o swe role jako rodzice.
Tom zaczął pozwalać dzieciom na wiele rzeczy, a Parkerowi, na udanie się do przyjaciela na imprezę. Lynette natomiast sprzeciwiała się temu. Parker wrócił z niej w wymiocinach od wypitej ilości alkoholu. Tom uznał, że robił to wobec dzieci bo chce by byli szczęśliwi, gdy są z nim na tle tego co przeżywają z żoną.
Pod wpływem wizyty swej siostry Lydii z narzeczonym „Rashim”, małżeństwo Scavo zdecydowało się udać na terapię małżeńską, która miała wyleczyć ich związek. Po tym jak Renee ogłosiła przyjaciółce, że Tom musi kogoś mieć bo lepiej się ubiera i dba o zdrowie, obie to sprawdziły. Podejrzewały 20-paroletnią Chloe Carlson (Ruby Lewis), ale Tom powiedział jej, że umawia się z jej matką, Jane. Lynette była w szoku, dlatego umówiła się na jedną nieudaną randkę ze Scottem.
W związku z Jane i za radą Renee, nastawiła niekorzystnie Penny przeciw ojcu, ale w porę zrozumiała, że bardziej szkodzi to jej starszej córce, niż dorosłym. W 19. rocznicę ślubu Lynette próbowała ratować swe małżeństwo przez zmianę swego wyglądu po tym, jak otrzymała kwiaty od męża. W jego pokoju gorzko przekonała się, że było to tylko nie odwołane coroczne zamówienie w kwiaciarni.
Po tym jak została przesłuchana przez Chucka Vance w sprawie Alejandra, wyznała Tomowi to co zrobiła na przyjęciu z okazji powrotu Susan na uliczkę, zanim miał odlecieć do Paryża z Jane. Pod wpływem tych informacji, odwołał swój wylot, a Jane udała się sama do Paryża. Tom został w mieście i był wściekły na Lynette. Nazajutrz, gdy wyszedł z domu, jego zona usłyszała wiadomość o śmierci Chucka przez co bardzo jej ulżyło. Bob został wynajęty przez Toma by pomógł jego żonie, ale po tym jak oboje usłyszeli o tym co stało się Chuckowi, już go nie potrzebowali. Lynette z mężem udała się na pogrzeb policjanta i razem umówili się na wspólną kolację, po której Lynette pozwoliła Tomowi polecieć do Paryża, do Jane.
Tom i Jane wrócili z Europy po kilku tygodniach, gdzie w tym czasie widzieli jeszcze Londyn. Miał się stać dziadkiem i na tym punkcie pokłóciły się o imię wnuczki. Ich mężowie musieli interweniować u sąsiadek. Mike podkreślił Lynette, że to nie jej córka jest w ciąży, a Tom do Susan, że Lynette che być potrzebna i nie lubi być wyręczana. Panie, dzięki temu wróciły do normalnych stosunków. Na przyjęciu urodzinowym Penny, Lynette usłyszała od Jane nowinę, która nią wstrząsnęła. Była zła na Toma, że nie przekazał jej tego osobiście, a on okazał wściekłość na Jane, że zrobiła takie coś za jego plecami.
Na pogrzebie Mike’a Lynette zdecydowała się odzyskać męża. Osiągnęła połowicznie swój cel, bo posługując się szefem Toma z którym się umawiała, Greggiem Limonem, doprowadziła do rozerwania związku Toma i Jane. Mąż Lynette uświadomił sobie, że kocha swą żonę, nawet pomimo tego, że w drodze do tego momentu podpisali dokumenty rozwodowe, które nie weszły w życie. Tom przyjechał już nawet pod dom żony by jej to powiedzieć, ale zrozumiał, że ona już kogoś ma. W rzeczywistości tylko Lee McDermott rozpinał sukienkę druhny na ślub Renee i Bena Faulknera z jej ciała.
Pod wpływem słów Roya Bendera, męża Karen, Tom wyznał miłość Lynette. Lynette stwierdziła, że nie ma innej osoby w jej życiu i tak Scavo wrócili do siebie.
Tom został zwolniony z pracy za to, że uderzył Gregga w twarz gdy obrażał Lynette. Między innymi też z tego powodu Lynette przyjęła ofertę pracy od Katherine Mayfair, która wróciła na kilka dni do Fairview.
Susan Delfino sprzedała swój dom tuż po ślubie Renee i Bena kobiecie o imieniu Jennifer. Sama zamieszkała z synem i wnuczką u Julie. Cztery tygodnie później Scavo wyprowadzili się do Nowego Jorku. Lynette objęła prezesurę amerykańskiej filli firmy spożywczej Katherine. Wraz z Tomem kupiła penthouse z widokiem na Central Park. Wiele lat później właśnie tam zabierała wnuczkę i szóstkę wnuków by na nie wrzeszczeć.

## Ciekawostki
- Tom ma silne uczulenie na koty[23]. Za to potrafi grać na gitarze basowej[23], szyć kostiumy swoim dzieciom[24] i uwielbia belgijskie piwo[25]. Jako jedyny w domu, lubił też brzoskwinie w puszce i słodkie pikle[26].
- Lynette i Tom to jedyna para w serialu, która się nie rozwiodła. Jednakże od odcinka 19 sezonu ósmego mieli już oni częściowo podpisane dokumenty rozwodowe, a w odcinku 22 Tom chciał je zdać do sądu, by ich rozwód się uprawomocnił, ale ostatecznie tego nie zrobił.
- W pierwotnej koncepcji, Tom miał być tylko postacią występującą gościnnie, będącą jako mąż w rozjazdach służbowych. Fabuła miała się skupić na walce Lynette z dziećmi, ale Doug Savant przekonał Marca Cherry’ego i innych twórców serialu swoją grą aktorską, że Tom został awansowany do stałej obsady[27].
- Lynette zaznaczyła, że po stronie rodziny Toma często zdarzają się bliźniaki. Gdy się wprowadzali, dodała, że były to osiem par bliźniaków w trzech pokoleniach oraz trojaczki krewnych w stanie Kentucky[13].
- Tom miał poważne problemy z kręgosłupem po śmierci Mary Alice:
  - gdy Lynette, po siedmiu latach przerwy zawodowej, miała iść na rozmowę kwalifikacyjną[28],
  - gdy Lynette chciała uciec od problemów małżeńskich, związanych z Norą[28],
  - oraz krótko po tym jak otworzyli pizzerię, Tomowi wypadł dysk[29].
- Katolicyzm jest religią w której Tom został wychowany[30].

## Powiązane z postacią

### Allison Scavo
Allison Scavo (Lois Smith) to matka Toma.
Sezon 7
Tom sprowadził Allison po tym jak Penny zabrała siostrzyczkę do szkoły by odciążyć matkę z obowiązków. Usługiwała synowi i wnukom tak, że Tom przy niej zmieniał się w „maminsynka”. Nakłaniała nawet Penny by robiła to samo. Lynette nie zgadzała się na to i zwolniła teściową, ale Tom ponownie ją przyjął. Wieczorem zdradziła symptomy demencji, bo nie pamiętała kim jest Penny. Lynette odkryła wahania nastrojów Allison, zbyt duża ilość kremów jakie kupiła. Objawy demencji objawiały się wieczorem. W wieczór Halloween wyszła po cukierki dla dzieci zatrzymała się na krawężniku pod domem Solis. Tom widział jak spoliczkowała Lynette, której nie rozpoznawała. Tom spakował walizki z rzeczami matki i załatwił jej miejsce w domu opieki. Peter i Theresa, jego rodzeństwo, zgodziło się na to posunięcie. Allison była zła i powiedziała mu, ze mógłby po nią kiedyś przyjechać tak jak ona wtedy, po niego na obóz gdy był dzieckiem. Tom obawiał się, że matka mu nigdy nie wybaczy.

### Annabel Foster
Annabel Foster (Melinda McGraw) to była dziewczyna Toma, sprzed małżeństwa z Lynette. Osiem lat wcześniej w 1997 roku, Annabel błagała Toma, żeby się z nią ożenił. Powiedział jej, że nie jest jednym z tych, co się żenią. Pewnego dnia, Tom poznał młodą menedżerkę o imieniu Lynette Lindquist. I po kilku gorących tygodniach zdecydował, że jednak jest z tych, co się żenią sprawiając, że rozgoryczona Annabel wyprowadziła się do Chicago, na stałe.
Sezon 1
Dan Peterson znalazł ją a Tom poręczył za nią. Trzy miesiące później Lynette odkryła jej obecność w pracy Toma i poczuła zazdrość i niepewność. Przypomniał Tomowi, że ma żonę i szczęśliwa rodzinę, ale pokłócili się o to, że Lynette sama pcha go do zdrady by zabrać dzieci i zniknąć. Sądziła, że jest fantazją w kontrze do zwykłej kury domowej jaką się sama stała. Tom zagasił ten irracjonalny lęk i ostatecznie, dzięki Lynette, Natalie Klein zaoferowała jej pracę u siebie. Peterson awansował ją na wicedyrektora byle tylko jej nie stracić. Tom dowiedział się o tym od niej i po awanturze w pracy został zwolniony.

### Dan i Janie Peterson
Dan i Janie Peterson (Edward Edwards i Elizabeth Storm) to małżeństwo w którym Dan był przełożonym Toma w pracy. 
Sezon 1
Dan Peterson był zwierzchnikiem Toma Scavo w firmie, gdzie pracował a Janie jego żoną. Tom zaprosił Dana z żoną na kolację do siebie by przedstawić im swój pomysł na kampanię reklamową, lecz oni podchwycili pomysł Lynette Scavo miał potem o to pretensje. Później Peterson awansował go na wiceprezesa, co wiązało się z wyjazdem na wschód i założeniem nowych biur. Lynette poskarżyła się Janie, że nie będzie go w domu i tyle go ominie z życia rodzinnego i czy nie będzie tego żałował. Janie zablokowała awans u męża. Dan znalazł do pracy przebojową Annabel Foster a Tom poręczył za nią. trzy miesiące później Lynette dowiedziała się o tym i spowodowała, że znajoma z konkurencyjnej firmy zaoferowała jej lepsze stanowisko. Dan mianował ją na wiceprezesa. Dan wyjawił awanturującemu się Tomowi, że jego żona zablokowała jego awans u Janie i zgodził się na jego odejście.

### Doktor Graham
Doktor Graham (Jane Leeves) to terapeutka Boba i Lee oraz Toma i Lynette.
Sezon 6
Wpadła na pomysł by Tom spisał to co myśli w pamiętniku. Z niego dowiedziała się, że określa żonę per „zrzęda”. Lynette przyjechała do niej i przyznała, że chce mieć wszystko pod kontrolą. Gdy doktor spytała się o uśmierć ich dziecka, Lynette zaczęła terapię. Graham traktowała lepiej Toma i ten skusił się na przedstawienie „Antoniusz i Kleopatra” gdzie zagrała królową Egiptu. Na scenie wypadła komicznie. Lynette była zszokowana tym, że Tom nadal chce iść do niej na terapię. Udali się na terapię i Graham zauważyła, że coś trapi Lynette. W ferworze kłótni Tom doszedł do wniosku, że lubi być lubianym i dlatego wszystkie niedogodności przerzuca na żonę. Chwilę potem wyznał, że występ terapeutki był okropny. Lynette podziękowała mężowi i przyznała mu rację, zwracając się do Graham, że świetnie pełni ona swój zawód. Doktor, nie podnosząc głosu, kazała im się wynieść z gabinetu.

### Jane Carlson
dr Jane Carlson (Andrea Parker) to dziewczyna Toma Scavo z okresu jego separacji z Lynette. Jane studiowała krawiectwo w Paryżu, zanim podjęła i ukończyła studia medyczne. Wyszła za mąż i w 1996 roku urodziła córkę, Chloe (Ruby Lewis). Mąż Jane zostawił ją dla szwedzkiej „au pair”, gdy ich córka, Chloe (Ruby Lewis), miała 13 lat (rok 2009). 
Sezon 8
Pojawiła się po raz pierwszy, gdy Lynette podejrzewała, że Tom ma nową dziewczynę w trakcie ich separacji. Podejrzewała Chloe, która była córką Jane. Początkowo były dla siebie uprzejme, do czasu gdy kazała jej opuścić Toma. Wtedy zaczęły być dla siebie wrogie. Jane i Tom kontynuowali spotkania, spędzając coraz więcej czasu ze sobą, co spowodowało, że Penny podejrzewała, że się pobiorą. To też zmartwiło Lynette. Scavo ze swoją dziewczyną mieli wyjechać do Paryża na romantyczną wycieczkę, ale gdy ten usłyszał o udziale żony w zatuszowaniu morderstwa Alejandro Pereza, zdecydował się zostać. Jane wyleciała do francuskiej stolicy a Tom dołączył do niej. Po powrocie, para zamieszkała razem. Po śmierci Mike’a, Lynette zdecydowała się odzyskać męża a Tom zrozumiał, że wciąż coś czuje do matki swoich dzieci. Jane wręczyła Lynette dokumenty rozwodowe od Toma. Ten je podpisał, ale nie był gotowy na wręczenie ich żonie. Tom ostro pokłócił się z Jane o to jak chciała zakończyć jego małżeństwo podczas gdy sam nie był na to zdecydowany. Wyznał w końcu, że wciąż kocha Lynette. Zrozpaczona Jane, która pokochała Toma, wyprowadziła się i odeszła.

### Kayla Scavo
Kayla Huntington Scavo (Rachel Giana Fox) to nieślubna córka Toma Scavo i nieżyjącej Nory Huntington. Urodziła się w 1995 roku, dziewięć miesięcy po tym, jak Tom spotkał jej matkę na statku, gdzie była tancerką. Nora nic nie powiedziała ojcu dziecka o ciąży i przez 11 lat wychowywała sama swą córkę w Atlantic City. Dopiero po tym okresie Kayla nawiązała kontakt z ojcem. Kayla, według matki, jest wspaniałą, ładną i inteligentną dziewczynką. Była też gwiazdą drużyny piłkarskiej. Razem z matką sprowadziła się do Fairview, do domu na Aarden Drive. Natomiast socjopatyczna natura Kayli ujawniła się dopiero znacznie później.
Sezon 3
Kayla została zaproszona do wspólnego portretu rodzinnego na święta oraz urodziny Parkera. Nora zapewniła ją, że pracuje nad tym by Tom zamieszkał z nimi. Lynette odkryła próbę uwiedzenia jej męża i Nora użyła córki pod groźbą, że wyprowadzą się do Tijuany w Meksyku. Kobieta krótko potem została trafiona kulą z rewolweru Carolyn Bigsby w serce. Po śmierci matki przejawiała bunt wobec Lynette, ale ostatecznie zgodziła się być grzeczna ojcu, ale nie zmusi jej, by ją pokochała. Powiedziała za to Edowi Ferrara, że jej macocha pracuje w pizzerii ojca, mimo zwolnienia lekarskiego po zdarzeniu z Carolyn. Lynette zwolniono z pracy, przez co zgodziła się pomagać mężowi w jego pizzerii. Gdy Scavo zatrudnili Ricka Coletti w restauracji, to Kayla przekazała informacje o nim do ojca. Dziewczynka zauważyła też, że między nimi wytworzyła się pewna uczuciowa więź. Lynette zwolniła Ricka ale spowodowało to kryzys w małżeństwie jej ojca. Do domu Scavo przyjechała Stella Wingfield, matka chorej na raka Lynette której to Kayla powiedziała o Ricku
Sezon 4
Kayla przeżyła tornado w piwnicy domu Karen McCluskey, dzięki Idzie Greenberg. Zbierając resztki po zniszczeniach znalazła ciało Sylvii Greene. Gdy Tom i Lynette pokłócili się w restauracji ponownie o Ricka, namówiła Portera i Prestona do podpalenia restauracji Ricka, przez co Lynette obwiniała męża. Nakłoniła też Prestona do skoku z dachu domu z parasolką, przez co Scavo pojechali do szpitala z synem. Gdy zagroziła macosze, że może skrzywdzić Penny, została spoliczkowana. Zadzwoniła do służb, że nie czuje się pewnie przy Lynette. W końcu dziewczynka przypaliła sobie rękę lokówką a Lynette aresztowano. Aresztowana kobieta kazała działać Tomowi a ten zostawił włączony telefon do doktora przy córce, która przyznała się przed ojcem do wszystkiego. Lynette odzyskała wolność a rodzice Nory zgodzili się zabrać swą wnuczkę do siebie. Tom zobowiązał się odwiedzać ją. Lynette mówiła, że jest jej przykro, ale Kayla zaprzeczyła. Wsiadła do samochodu i gdy odjeżdżała, krzyczała do ojca, że przeprasza.

### Nora Huntington
Nora Huntington (Kiersten Warren) to córka Joe (Paul Keith) i Sheili Huntington (Michelle Marsh) oraz zmarła, była kochanka Toma sprzed jego małżeństwa z Lynette. Nora, tancerka na statku, poznała Toma w 1994 roku. Było to na trzy lata przed tym jak Scavo poślubił Lynette. Spędzili razem jedną noc, ale wtedy Nora zaszła w ciążę. Nie powiedziała o dziecku i od czasu porodu w 1995 roku, przez kolejne 11 lat wychowywała sama swoją córkę w Atlantic City. Przeżyła jednak próbę samobójczą. Po tym okresie, skontaktowała się z Tomem, który zrobił test na ojcostwo, potwierdzający pokrewieństwo z Kaylą.
Sezon 2
Lynette sądziła, że oboje mają romans, do czasu gdy Tom wyjawił jej prawdę. Nora żądała alimentów na córkę, zaległych i obecnych. Lynette przekazała jej sporą sumę pieniędzy byle tylko się jej pozbyć. Matka Kayli otrzymała 30 000 dolarów odszkodowania za zrzeknięcie się przez nią zaległych alimentów. Za tę kwotę kupiła dom przy Aarden Drive, blisko Wisteria Lane, by dwie rodziny mogły być blisko.
Sezon 3
Nora znalazła pracę w Fairview w naleśnikarni i wdała się na rodzinne zdjęcie Scavo, wbrew stanowisku Lynette. Żona Toma postawiła ją na ślubie Bree z Orsonem pomiędzy znajomych Toma. Nora na weselu połączyła się z Carlosem, z którym długo tańczyła. Gdy Tom wpadł na pomysł otworzenia pizzerii, Lynette była nastawiona przeciwko. Natomiast intrygująca Nora poparła go. Spotkali się w restauracji, gdzie zjedli posiłek a Nora flirtowała z Tomem. Ten zaręczył jej, że kocha zonę i wyszła. Gdy powiedział Lynette co się stało, ta szturmem wdarła się do domu Nory i zagroziła jej, że ją skrzywdzi jeśli zbliży się jeszcze raz do Toma. Nazajutrz Nora przekazała im, że przeprowadzi się do Tijuany w Meksyku by pracować w klubie ze striptizem. Lynette odpowiedziała wystąpieniem do sądu o wyłączną opiekę nad Kaylą. Obie panie spotkały się podczas zakupów w supermarkecie Field's. W międzyczasie Carolyn Bigsby wzięła klientów punktu handlowego jako zakładników. Nora powiedziała jej o sytuacji z córką a Lynette o próbie uwiedzenia męża. Carolyn od razu zastrzeliła Norę. Lynette, zmuszona przez Norę, przysięgła jej, że będzie kochać Kaylę jak własną córkę po czym zmarła.
Sezon 8
Postać pojawiła się milcząco jeszcze raz na Wisteria Lane, ubrana w biel. Była jednym z duchów obserwujących Susan Delfino, gdy opuszczała Wisteria Lane wraz z dziećmi i wnuczką, by rozpocząć nowy rozdział w życiu poza uliczką.

### Rodney Scavo
Rodney Scavo (Ryan O’Neal) to ojciec Toma i były mąż Allison.
Sezon 1
Przyjechał na Wisteria Lane by zobaczyć rodzinę, ale później został nakryty przez Lynette na erotycznym spotkaniu z Lois McDaniel (Karen Austin). Nazajutrz nie okazał skruchy i oświadczył jej, że jego życie seksualne to jego sprawa i nic nie może zrobić. Lynette wystawiła go za drzwi. Powiedziała Tomowi o tym ale on nie był zdziwiony. Był nawet pod wrażeniem tego, że w tym wieku jego ojciec jeszcze potrafi takie rzeczy. Tom chciał przyprowadzić ojca, Lynette sprzeciwiła się i po tym jak usłyszała, że to jego dom oraz nie może mu rozkazywać, wystawiła też męża za krawężnik. Lynette została zapewniona przez Toma, że nie będzie się tak zachowywać. Powiedział jednak ojcu w sekrecie o swym romansie z Renee Perry, gdy był już zaręczony z Lynette, ale krótko ze sobą zerwali. Wkrótce Rodney wyjechał z Wisteria Lane i rozwiódł się z Allison.

### Rodzeństwo Scavo
Preston, Porter, Parker, Penny, Patrick i Paige Scavo to dzieci Lynette i Toma Scavo. Postacie te grali różni aktorzy. Od początku serialu byli to Brent Kinsman i Shane Kinsman jako bliźniacy oraz Zane Huett jako Parker. Od 2008 roku byli to Charles i Max Carver jako bliźniacy, Joshua Logan Moore jako Parker, a także Kendall Applegate jako Penny. W 2010 roku Darcy Rose Byrnes zastąpiła Applegate w roli Penny.
Przeszłość
Preston i Porter Scavo to najstarsze męskie bliźniaki Lynette i Toma. Urodziły się w 1998 roku, kiedy to ich rodzice przenieśli się do Fairview, 4355 Wisteria Lane, a Lynette była w pierwszym trymestrze ciąży. Rok później urodził się Parker, a w 2004 roku w szpitalu Lynette urodziła zdrową dziewczynkę, której nadano imiiona Penny Lynn.
Sezon 1

Podczas stypy po Mary Alice Young, Parker, Preston i Porter wykąpali się w basenie Youngów. Lynette musiała wejść tam w swej sukni i ich wyłowić. Gdy nie mogli się uspokoić w aucie, Lynette zastosowała radę od Marthy Huber by zostawiła chłopców na poboczu i zaraz po nich wróciła. Zaopiekowała się nimi sąsiadka (Jan Hoag), którą ostatecznie chłopcy przewrócili po czym pobiegli do auta matki. Kazała też dzieciom rozrabiać, gdy Tom został z nimi w domu. Uznał, że to nic skomplikowanego. Bliźniaki zamalowały na niebiesko całą Tiffany Axelrod pod nieobecność ich wychowawczyni, Elenory Butters. Lynette próbowała ich osobiście rozdzielić do innych klas, ale plan się nie powiódł. Chciała im nawet dać tabletki na ADHD. Bree, na prośbę Lynette, zarekomendowała dzieci sąsiadki do „Barcliff Academy”. Scavo wymęczyła Prestona i Portera różnymi zdaniami jak kopanie dołu by zdały obserwację przez dyrektora (Harry S. Murphy). Znalazła też na krótko ulgę w postaci niani, Claire. Gdy bliźniaki przykleiły gumę do głowy Parkera, Lynette musiała ściąć mu włosy. Wykorzystała to, że inne kobiety uwierzyły, że ma raka i dostała się na upragnione lekcje jogi. Dopiero potem przyznała się Parkerowi, że nie umiera tylko pozbyła się jego włosów, co usłyszały inne kursantki. Rodney Scavo przyjechał do wnuków i za pomocą seksizmu zdjął Parkera z dachu domu. Chłopcy przynieśli swej matce doniczkę z kwiatkiem skradzioną od Karen McCluskey. Ukrywały się przed matką. Mike podszedł do nich i przekonał ich do mężnego zniesienia kary bo przez resztę dnia będą mogli się bawić. Lynette nie chciała ich bić, ale pod tą groźbą zaczęli pisać list z przeprosinami do McCluskey. Karen zignorowała to a sama zaczęła szukać dziecięcego zegara od syna w ich domu. Tom odkrył, że ich synowie okradali sąsiadów i zebrali łupy w domku do zabaw. Karen przyjęła dzieci i wybaczyła im gdy oddali zegar oraz wymusiła na nich by już nie kradli. Jedną z rzeczy jakie ukradziono była bransoletka zamordowanej Marthy Huber z garażu Mike'a. W „Barcliff Academy” wybuchła epidemia wszy. Tammy Brennan (Lisa Darr) zrzuciła winę na bliźniaki i przekonała do tego Monę Clark. Lynette odkryła jednak, że to syn Tammy (Jordan Timsit) jest pacjentem zero. Bree Van de Kamp została zmuszona przez Lynette do opieki nad dziećmi. Dała klapsy Porterowi za to, że zrzucił ciastka przeznaczone dla nich, jeszcze zbyt gorące. Lynette była wściekła na Bree, ale potem straszyła dzieci „panią Van De Kamp” gdy robiły coś niedobrego, jak próba spłukania szczoteczki do zębów w toalecie. Scavo użyła dzieci by przypomnieć Tomowi i pokazać Annabel Foster jak są razem szczęśliwi. Wkrótce Tom został zwolniony i zdecydował, że żona − po sześcioletniej przerwie − zacznie zarabiać pieniądze. On zaopiekuje się dziećmi.
Sezon 2

Lynette udała się do pracy, ale problem z krzyżem Toma zmusił ją do zabrania Penny na rozmowę kwalifikacyjną do Niny Fletcher i Eda Ferrara. Podała córkę Stu, ale ten ją odstawił więc poszła po nią. Przewijając ją, przedstawiała plan na rozwój firmy i została przyjęta. Parker udał się do „Barcliff Academy” tak jak jego starsi bracia. Lynette nie mogła być z nim, dlatego wykorzystała firmowy sprzęt do wideokonferencji by zrelacjonował jej pierwszy dzień. Parker w końcu wymyślił sobie nianię, panią Mulbery z nieodłączna parasolką. To doprowadziło Lynette do zazdrości a szkołę do rozpaczy. Porwała przedmiot i wyrzuciła do kosza. Parasolka spadła ze śmieciarki i otworzyła się na środku ulicy. Parker i jego rodzice zobaczyli jak wóz przejechał po niej. Scavo potrzebowali pewnego odpoczynku od dzieci. Poznali Normę (Meagen Fay), matkę innych bliźniaków Jimmy'ego (Brecken Palmer) i P.Ja (Bridger Palmer), którzy pobili się z Prestonem i Porterem. Młodzi Harperowie przynieśli seks-kasetę rodziców do domu przyjaciół. Scavo zerwali z nimi kontakty gdy dowiedzieli się, że Norma i Leonard (Larry Miller) profesjonalnie nagrywają swoje przygody miłosne i zaoferowali im przeżycie takiej przygody. Lynette zauważyła, że chłopcy bawią się do późna przed domem i bez nadzoru. Bezskutecznie przekonywała Toma, że są łatwym celem dla porywacza. Za pomocą Stu z pracy chciała mu pokazać, że ma rację. Preston i Porter wsiedli do jego auta za batoniki ale Karen McCluskey potraktowała go paralizatorem. Ospa wietrzna zawitała do domu Scavo. Tom nigdy jej nie przeszedł i obawiał się, że jeśli zachoruje, stanie się bezpłodny co nie ucieszyło Lynette. Był nieszczęśliwy ponieważ siedział w domu z dziećmi i nie zarabiał na rodzinę. Toma przyjęto do Parcher & Murphy Advertising. Wybłagał od Karen by zaopiekowała się dziećmi. Ta przerzuciła ten obowiązek na Bree, wciąż będącą pod wpływem wczorajszego alkoholu. Rankiem jej syn obudził ją leżącą na trawniku przed domem po zbyt dużej dawce wina. Wypiła kolejną lampkę wina gdy Preston i Porter robili zbyt dużo hałasu aż zasnęła. Bracia zabrali siostrę i udali się na miasto gdzie Scavo znaleźli ich u fryzjera. Dzieci powiedzieli prawdę ale Bree zaprzeczyła. Lynette ukarała chłopców. Karen wyjawiła sąsiadce co widziała rankiem. Lynette jej nie uwierzyła ale na podstawie śmieci przyjaciółki, uświadomiła Bree, że ma problem z alkoholem. Solisowie wykorzystali dzieci Scavo by stworzyć prorodzinne portfolio, użyteczne do adoptowania własnego dziecka. Helen Rowland storpedowała te wysiłki. Parker przeżywał zainteresowanie tym, co znajduje się pod fartuszkiem dziewczyn. Lynette pomyślała, że nie musi zawstydzać syna. Wystarczy podsunąć mu nową obsesję − szczeniaka rasy Beagle. Choć wtedy tego nie wiedziała, miną trzy lata zanim Parker Scavo ponownie zapyta o seks. Gdy Tom zwolnił się z pracy a Lynette odkryła jego spotkania z nieznaną kobietą, zabrała dzieci do lokalnego motelu. Nie chciała wrócić do Toma do czasu gdy Porter skoczył do basenu z balkonu ich pokoju, przez co złamał rękę. Dopiero wtedy Tom spotkał żonę i dzieci w szpitalu. Wyjawił jej, że ma córkę sprzed ich własnego małżeństwa a inna kobieta to tylko jej matka, Nora Huntington. Dzięki pieniądzom za zrzeczenie się alimentów, zamieszkała w mieście.
Sezon 3

Dzieci Lynette i Toma poznały już Kaylę Huntington, nieślubną córkę ojca. Lynette wyprawiła jednak urodziny Parkera w ogródku Gabrielle by nie dopuścić tam Nory. Gdy Toma znowu dopadł ból pleców, udała się po dzieci prosto ze spa. Lynette skorumpowała Nicky Abbotta (Brian Kary), rzucającego o sile nastolatka, by dał szansę Parkerowi w meczu. Potem przyszła do trenera (Greg Christopher Smith) i ten wyraził zgodę na jeszcze jeden mecz z udziałem jej syna. Ona kupiła za to nowe kaski dla drużyny. Chłopiec skręcił prawą kostkę ale świetnie uderzył piłkę baseballową. Scavo wmawiali ludziom, że to kontuzja była przyczyną odejścia syna z drużyny. Tom przygotował otwarcie pizzerii. Dzieci wypytywały się o niego Lynette a ta przekazała im, że powrót zależy od niego. Gdy się opamięta i przestanie zachowywać bezmyślnie, pokornie wróci do nich. Młodzi Scavo pozostali pod opieką Bree Hodge gdy Carolyn Bigsby zabiła Norę i chciała strzelić do Lynette, ale powstrzymał ją Arthur "Art" Shepherd. Kobieta musiała jednak ochronić Parkera i sąsiedztwo przed sąsiedztwem Arthura wraz z siostrą Rebeccą (Jennifer Dundas). Po śmierci matki, Kayla opuściła Fairview na kilka tygodni. Otrzymała prezenty od chłopców po swym powrocie. Przez jakiś czas Kayla była na prawach wyjątkowych co oburzało chłopców. Miarka się przebrała, gdy Kayla krzyczała w restauracji, gdyż Lynette się spieszyła. Preston, Porter i Parker zostali przekupieni przez matkę by wnieśli ją sami do samochodu. Natomiast Lynette otrzymała od szefa nieograniczony urlop. Pomogła małżonkowi otworzyć pizzerię, ale Kayla sprzedała jej tajemnicę Edowi. Kobieta zgodziła się na twarde warunki powrotu do firmy, ale gdy zobaczyła Parkera porzuciła pracę, by pomagać Tomowi w pracy. Krótko potem jemu wypadł dysk a Lynette i Karen nie mogły podołać opieki nad dziećmi, dlatego Lynette zatrudniła Ricka Coletti. Dzieciom zasmakowało jego nowe menu. Gdy nie dostali lodów, Parker odkrył w piwnicy domu Karen zamrożone ciało jej męża, Gilberta McCluskey. Karen wyjawiła mu prawdę ale dzięki Idzie Greenberg trafiła do aresztu. Tylko Parker bronił honoru staruszki do czasu gdy sama powiedziała prawdę sąsiadkom. Scavo zatrudnili ponownie Karen jako nianię. Parker zauważył, że od czasu zwolnienia Ricka nie odzywają się do siebie. Stella Wingfield zajęła się dziećmi w trudnym dla córki okresie choroby nowotworowej.
Sezon 4

Miesiąc później Parker powiedział matce o ciężarówce do przeprowadzek Katherine Mayfair po drugiej stronie ulicy. Następnie Lynette i Stella udały się na przedstawienie „Robin Hooda” w „Barcliff Academy”, gdzie młodszy syn kobiety grał braciszka Tucka. Na przyjęciu wyprawionym przez Katherine na ślepym zaułku uliczki, Preston i Porter nałożyli sobie mięso z rusztu i zostawili widelec położony poziomo, ostrzem do przechodniów. Wbił się on w sztuczny brzuch Bree, przez co musiała udawać, że ostrze widelca składa się jak u iluzjonisty. Lynette nie mogła podnieść Penny z powodu chemioterapii. Carlos, który w tym samym czasie miał romans ze swoją byłą żoną Gabrielle Lang, wykorzystał deskorolkę Prestona i Portera by dostać się szybciej do domu zdradzanej Edie Britt. Choroba Lynette odjęła jej apetyt. Stella zorganizowała u Andrew nieco marihuany i upiekła ciasto kakaowe do którego dodała roślinę. Zakazała dzieciom jedzenia ciasta i posłużyła się za to słodką twarzą Parkera, któremu kazała dać wypiek matce z informacją, że sam je zrobił. Wrócił jej humor i apetyt. Śmiała się wraz z dziećmi z animacji „SpongeBob Kanciastoporty”. W końcu Tom powiedział jej co zrobiła jej matka. Scavo zbudowali domek na drzewie dla dzieci. Te, w tym Kayla, powiedziały jej, że tu nie mówi się o lekarzach i chorobach bo inaczej, trzeba było opuścić miejsce. Lynette wiedziała, że był to ich azyl przed informacjami o swej chorobie. Dlatego walczyła o jego utrzymanie z Katherine. Ta zgodziła się utrzymać domek jako decyzję poprzedniej administracji. Preston i Porter w trakcie kampanii zostali zmuszeni przez matkę do masowania stóp Karen McCluskey. Podczas Halloween Parker przebrał się za wujka Sama, Kayla za wróżkę chrzestną, a bliźniaki za wojowników Power Rangers bez masek. W czwórkę udali się pod dom małżeństwa Hodge, gdzie w kuchni widzieli jak Danielle Van De Kamp − z pomocą Adama Mayfair przebranego za Frankensteina − urodziła syna. Uciekli spod domu z krzykiem. Tymczasem Lynette usłyszała od swojego doktora (George Wyner), że pokonała raka. Stella przeniosła się do byłego męża Glena Wingfielda, po czym na Wisteria Lane i całe Fairview przyszło tornado. Scavo schowali się w piwnicy domu Karen wraz z Idą. Karen i Lynette w jej domu a po wszystkim zobaczyły ruiny domu sąsiadki. Ida zginęła jako bohaterka, chroniąc dzieci Lynette, przez co ta odwdzięczyła jej się. To doprowadziło do nawrócenia Lynette, przez co zmusiła męża i dzieci do udania się do zboru oraz do kościoła. Gdy do miasta wrócił Rick z nową restauracją, Kayla stała się zagrożeniem dla całości rodziny. Nakłoniła bliźniaków do podpalenia jego restauracji oraz do skoczenia z dachu, przez co Preston uszkodził sobie rękę. W końcu Lynette trafiła do celi aresztu za „znęcanie się nad Kaylą” co nie miało miejsca. Otrzymała też zakaz zbliżania się na odległość 100 metrów do dzieci. Tom przechytrzył córkę i zmusił ją do wyznania winy przysłuchującemu się przez telefon komórkowy doktorowi Dolanowi (Peter Birkenhead). Dzięki temu Lynette została oczyszczona z zarzutów. Tom umieścił Kaylę w domu rodziców zmarłej Nory.
Pięcioletni przeskok

Preston i Porter jako 15-letni młodzi recydywiści zdołali już zaznaczyć swą obecność w zakładzie poprawczym, m.in. za włamanie do samochodu w centrum handlowym.
Sezon 5

Porter i Preston urządzali grę w karty za pieniądze w pizzerii ojca i naginali zasady ich licencji na alkohol co doprowadzało do wściekłości Lynette. Wymagała też od Toma by to on był od czasu do czasu „złym policjantem” w ich rodzinie. Ten zareagował dopiero wtedy gdy przekroczyli czas powrotu jego kabrioletem ze szkolnej zabawy. Scavo nadużyła zaufania Portera gdy podała się za jego rówieśniczkę na portalu przedstawionym przez Parkera. Podpisała się w ostatnim mailu per „mama” i żałowała, że stracili żywy kontakt, który kiedyś mieli. Dave Williams założył grupę muzyczną a jej dźwięki doprowadzały Lynette, żonę jednego z członków, do furii. Posłużyła się lalką Penny by nie być podejrzaną kiedy Tom przejechał swą gitarę. Był wściekły na córkę ale wkrótce Dave kupił mu nowy sprzęt. Porter uwikłał się w romans z Anne Schilling, żonę Warrena, który po jej wyjeździe zagroził mu, że może stracić życie. Bob Hunter zgodził się go bronić ale chłopak uciekł z miasta. Preston zastąpił Portera kryjącego się w domu spokojnej starości, u babci Stelli. Sprytnym manewrem wyciągnęła syna stamtąd i Lynette obiecała mu, że kocha go tak bardzo, że potrąci Warrena jeśli to będzie konieczne. Porter powstrzymał ją, a wkrótce sędzia zamknął sprawę z powodu braku dowodów. Tymczasem do restauracji zajrzał kryzys finansowy. Nie tylko ciążył nad nią zastaw, ale też obroty spadły co uniemożliwiało spłatę. Tom zwolnił personel i zatrudnił na ich miejsce własne dzieci. Gdy nakrzyczał na Portera, zrozumiał, że dalsze przeciąganie tej maskarady nie ma sensu i podjął decyzję o sprzedaży lokalu. Lynette poszła do pracy w firmie Carlosa, co spowodowało, że Tom i ona nie widywali się tak często. Tom wpadł na pomysł, by przez miesiąc codziennie się kochali dla naprawienia sytuacji a Lynette się zgodziła. Preston zdecydował, że pojedzie na pół roku do Europy. Chciał też odpocząć od szkoły. Lynette poprosiła męża by pokazał synowi campus studencki i że życie tam też będzie ciekawie. Plan odniósł skutek odwrotny od zamierzonego. Tom rozpoczął studia sinologiczne. Córka Stelli zaczęła odczuwać nudności i zadzwoniła do onkologa Rushtone'a (George Wyner) ponieważ myślała, że pokonany rak powrócił. Przeszła badania i wykazały one, że jest w szóstym tygodniu ciąży, na dodatek z bliźniakami.
Sezon 6

Preston udał się do Europy a Lynette wstrzymała się z poinformowaniem dzieci o nadchodzącym rodzeństwie. Powiedziała Tomowi, że nie kocha dzieci które ma w sobie. Karen McCluskey znalazła nieprzytomną Julie Mayer obok swojego domu. Porter zastanawiał się kto mógł zaatakować najmilszą osobę na świecie. W szpitalu, Lynette powiedziała Susan, że jest w ciąży a następnie swym dzieciom. Przyjęli to nieprzyjemnie: Parker sądził, że będzie najstarszą matką świata, Porter określił rodziców nieodpowiedzialnymi, bo powinni się zabezpieczyć i zniszczyli swoją przyszłość dla kilku chwil przyjemności a Penny stwierdziła, że jeśli będą to chłopcy, wyprowadzi się. Angie Bolen poprosiła Portera by zorganizował zabawę dla jej syna Danny'ego za pieniądze od niej. Podołał zadaniu i przyprowadził do ich domu dziewczyny oraz Eddiego Orlofsky. Parker Scavo ogłosił informację o śmierci Emily Portsmith. Porter odwiedził nawet miejsce zbrodni wraz z Dannym, Aną Solis i Eddim. Tymczasem Lynette została zwolniona z pracy m.in. za ukrywanie ciąży przed Carlosem. Wojna między rodzinami zakończyła się gdy Lynette ocaliła Celię Solis przed awionetką za cenę utraty jednego z dzieci. Patrick Scavo byłby dzieckiem niepełnosprawnym, ale dzięki uporowi Lynette ukończyłby jedną z najlepszych uczelni w kraju. Tom przekazał jej wiadomość o śmierci syna ale też dodał, że drugiemu dziecku nic się nie stało. Tom zgłosił się do pracy w miejsce Lynette by mogła się uporać ze stratą, ale nie dało to rezultatów. Parker zainteresował się seksualnie Robin Gallagher, lokatorką domu rodziny Delfino. Tom zdołał przekonać syna, że jeszcze nie jest gotowy na stosunek płciowy. Wkrótce Tom wymyślił imię dla dziecka, „Patricia”, ale Lynette się nie zgodziła. Chciała ją nazwać Polly, po ciotce. Tak też podpisała tort dla Penny a starsza córka uciekła z domu. Matka przyjechała do niej i usłyszała od Penny, że nienawidzi tego dziecka bo przestanie być najmłodsza w domu. Lynette przekonała ją, że wraz z „Polly” uzyskają w domu przewagę, skoro Prestona nie ma w domu, a Porter się wyprowadzi. Preston wrócił do domu z nową dziewczyną, Iriną Korsakov, która okazała się zamężną oszustką. Natomiast Lynette wkrótce zainteresowała się losem Eddiego, który przez krótki czas z nimi zamieszkał. Lynette zrozumiała jednak, że to on jest „Dusicielem z Fairview”. Zanim zgodził się poddać policji, pomógł Lynette przyjąć na świat jej córkę, odwijając pępowinę z głowy jej córki.
Sezon 7

Na Wisteria Lane przyjechała Renee Perry, wieloletnia przyjaciółka Lynette z czasów studenckich. Żona Toma prezentowała jej swoją rodzinę. Natomiast Tom doznał męskiej depresji i ujawnił jakie jest ostateczne imię córki, Paige. Penny kilkukrotnie zgodziła się zaopiekować siostrzyczką, ale granica została przekroczona, gdy zabrała ją do szkoły. Tom sprowadził swą matkę, Allison Scavo jako nianię, ale musieli z niej zrezygnować, gdyż zaczęła zdradzać objawy demencji. Susan Delfino została nianią Paige i nie zgadzała się z Lynette by zasypiała płacząc. Robiła tak bo nie mogła znieść płaczu własnego syna, który tęsknił za ojcem przebywającym na Alasce. Z okazji Święta Dziękczynienia Renee zaprosiła do siebie całą rodzinę Scavo i Susan z jej synem na prośbę Lynette. Paul Young, który wprowadził się do domu małżeństwa Delfino jako najemca w tym samym czasie co przyjazd Renee, zdobył większość związku właścicieli Wisteria Lane. Otworzył on w domu, w którym mieszkał dekadę wcześniej dom dla byłych kryminalistów. Lynette, jej dzieci i mieszkańcy wzięli udział w proteście przeciwko przedsięwzięciu. Renee wyznała Lynette, że Tom przespał się z nią 20 lat wcześniej, przed ich ślubem. Żona Toma upiekła ciasto z proszkiem przeczyszczającym ale wytrąciła Penny kawałek, gdy chciał go zjeść. Sama pogodziła się z nim krótko potem. Rodzinę odwiedziła matka Lynette, Stella z wieścią, że będą mieli nowego dziadka, Franka Kaminsky. Po ślubie ze Stellą, zmarł na ich kanapie w domu a dzieci zaczęły zadawać rodzicom niezręczne pytania. Tom i Lynette zakomunikowali Prestonowi oraz Porterowi, że mają tydzień na znalezienie nowego lokum i pracy na opłacanie go. Mieli już dość sprowadzania dziewczyn i ich zachowania. Przenieśli się do domu Karen McCluskey. Ta wyrzuciła chłopaków gdy zobaczyła swój dom owinięty papierem toaletowym. Byli dorośli ale z niczym sobie nie radzili. Dlatego, iż wszystko matka robiła za nich. Lynette przyznała im rację bo chciała by jak najdłużej mieli dzieciństwo, po czym bracia spakowali się i przenieśli do innego lokum. Renee pomogła przyjaciółce spakować resztę ich rzeczy. Doszła do wniosku, że sama też chce dziecko, a Lynette podarowała jej na próbę Paige, by się nią zaopiekowała. Renee nie zdała testu na bycie opiekunką dziecka. Lynette stwierdziła, że nie nadaje się na matkę a nawet ci co mają dzieci, nie nadają się na rodziców. Planowanie wakacji przez małżeństwo Scavo ujawniło rysę w ich małżeństwie. Zażarcie kłócili się gdzie jechać, aż Penny się popłakała bo nie chciała wybierać ani wycieczki ani tego z kim będzie mieszkała. Penny powiedziała Susan, że jej rodzice się rozstali, a sami Scavo wkrótce ogłosili separację.
Sezon 8

Tom przeniósł się na piętro zewnętrznej kuchni Bree, gdzie jeszcze rok wcześniej prowadziła katering. Udawali, że są razem, ale w końcu Tom i Lynette powiedzieli dzieciom o separacji miesiąc później. Parker Scavo wręczył synowi Susan i Mike'a część swoich starych zabawek. Tom natomiast wyprowadził się definitywnie z domu. Z Lynette zaczęli się kłócić o to jak postępować z dziećmi. Lynette zarzuciła Tomowi, że pozwolił Penny wypić za dużo cukru w napojach a Parkerowi iść na dziką imprezę. Gdy odebrali syna ubrudzonego wymiocinami, doszli do porozumienia. W Halloween Penny otrzymała kostium od twórcy kostiumów i laureata Tony Award. Uzależnionego od kokainy znajomego Renee, gdzie wyglądał on jak dla dziecięcej striptizerki. Jane Carlson − nowa dziewczyna Toma − podsunęła jej pomysł by poszukać do tego sukienki. Lynette poczuła się zagrożona, że Jane odbierze jej nie tylko męża, ale też i córkę. Zaczęła ją nastawiać przeciw nowej dziewczynie ojca, ale odbiło się to też na jej relacjach z Tomem. W końcu zrozumiała, że nie tędy droga i przeprosiła córkę. Gdy w domu Scavo wysiadł prąd, Parker i Penny nalegali na matkę by wezwała ojca lub elektryka. Ta nie zgodziła się bo musiała sobie poradzić sama. Nie zdążyła się tego nauczyć od Toma. Podczas 13. urodzin Penny, Tom przyprowadził na nie Jane. Lynette starała się pojawić na każdym zdjęciu jakie zrobiono jej i córce. Potem dowiedziała się, że muszą zacząć być dla siebie miłe, bo Tom zaprosił Jane do wspólnego mieszkania. Porter i Preston wrócili do rodzinnego domu po tym jak eksmitowano ich z mieszkania. Usłyszeli od Susan, która mówiła do Lynette, że Julie jest w ciąży. Susan wyśledziła spotkanie córki i dowiedziała się, że Porter jest ojcem. Chciał zachować dziecko a Susan w pełni go w tym wsparła. Delfino przekazała też informacje o ojcostwie Lynette a ta chciała pokazać chłopakowi, że zrujnuje sobie życie opieką nad dzieckiem. Porter nie ugiął się i zdecydował, że chce wychować córkę. Penny zgodziła się być szpiegiem matki w związku ojca z Jane i pomagała jej go odzyskać. Jane, zamiast Lynette, poszła na koncert Taylor Swift z Penny by Lynette mogła uwieść męża przy świecach, w pogrążonym w ciemnościach domu. Jego koszula zapaliła się a prąd wrócił, ale Penny dodała otuchy matce by nie poprzestawała na tym. Dziewczynka przekazała też jej, że Tom, nie podpisał dokumentów rozwodowych. Wszystkie dzieci źle zareagowały, gdy wyznał im, że przez swego szefa Grega musi jechać do Bombaju na rok. Został zwolniony z pracy, zerwał z Jane i pogodził z Lynette. Podczas wesela Renee z Benem Faulkner, Porter ściągnął rodziców do szpitala, gdyż Julie zaczęła rodzić. Pokazał im przez szybę zdrową Lynette Sophie Scavo.
Gdy Tom i Lynette wyprowadzili się do Nowego Jorku, synowa Allison objęła stanowisko prezesa w jednym z oddziałów firmy Katherine Mayfair. Razem z Tomem kupili mieszkanie z widokiem na Central Park a po latach zabierali tam szóstkę swoich wnucząt.